# MYADM
MYADM (англ. Myeloid associated differentiation marker) – білок, який кодується однойменним геном, розташованим у людей на короткому плечі 19-ї хромосоми. Довжина поліпептидного ланцюга білка становить 322 амінокислот, а молекулярна маса — 35 274.
| 10         |  | 20         |  | 30         |  | 40         |  | 50         |
| ---------- |  | ---------- |  | ---------- |  | ---------- |  | ---------- |
| MPVTVTRTTI |  | TTTTTSSSGL |  | GSPMIVGSPR |  | ALTQPLGLLR |  | LLQLVSTCVA |
| FSLVASVGAW |  | TGSMGNWSMF |  | TWCFCFSVTL |  | IILIVELCGL |  | QARFPLSWRN |
| FPITFACYAA |  | LFCLSASIIY |  | PTTYVQFLSH |  | GRSRDHAIAA |  | TFFSCIACVA |
| YATEVAWTRA |  | RPGEITGYMA |  | TVPGLLKVLE |  | TFVACIIFAF |  | ISDPNLYQHQ |
| PALEWCVAVY |  | AICFILAAIA |  | ILLNLGECTN |  | VLPIPFPSFL |  | SGLALLSVLL |
| YATALVLWPL |  | YQFDEKYGGQ |  | PRRSRDVSCS |  | RSHAYYVCAW |  | DRRLAVAILT |
| AINLLAYVAD |  | LVHSAHLVFV |  | KV         |  |            |  |            |

A: Аланін

C: Цистеїн

D: Аспарагінова кислота

E: Глутамінова кислота

F: Фенілаланін

G: Гліцин

H: Гістидин

I: Ізолейцин

K: Лізин

L: Лейцин

M: Метіонін

N: Аспарагін

P: Пролін

Q: Глутамін

R: Аргінін

S: Серин

T: Треонін

V: Валін

W: Триптофан

Кодований геном білок за функцією належить до фосфопротеїнів. 
Локалізований у мембрані.